# Hans-Jürgen Cramer
Hans-Jürgen Cramer (* 18. März 1951 in Emden) war Vorstandssprecher der Vattenfall Europe AG.

## Leben
Cramer absolvierte eine kaufmännische Lehre, bevor er Betriebswirtschaftslehre und Psychologie studierte.
Hans-Jürgen Cramer wurde 1985 Leiter der Aus- und Fortbildung der Bewag. Ab 1990 wurde er zusätzlich Mitglied der Geschäftsleitung des Unternehmens. Drei Jahre später wurde Cramer zum Leiter der Organisations- und Personalentwicklung der Bewag. Zum Mitglied des Aufsichtsrates wurde er 1997. Ab 1998 war er als Leiter der Unternehmensentwicklung tätig, bevor er im folgenden Jahr in den Vorstand der Bewag mit den Ressorts Personal, Wärme und Arbeitsdirektor ging. Bei der Vattenfall Europe AG wurde Cramer im Jahr 2002 Vorstandsmitglied für die Bereiche Wärme, Informationstechnik und Vertrieb und war zugleich bis zum 1. März 2003 als Vorstandssprecher des Bewag tätig. 2004 ging er dann in den gemeinsamen Vorstand der Hamburgische Electricitäts-Werke und der Bewag. Seine Position bei Vattenfall behielt er bei. Im Juli 2007 wurde er zum Vorstandssprecher von Vattenfall Europe und folgte damit Klaus Rauscher. Nach einer nur wenige Monate währenden Übergangsphase, in der Cramer Vorstandssprecher war, wurde er bereits wieder zum 1. Januar 2008 von den Finnen Tuomo Hatakka abgelöst. Cramer verließ Vattenfall auf eigenen Wunsch zum 30. Juni 2008. Seit dem 1. September 2010 leitet Hans-Jürgen Cramer das deutsche Klima-Innovationszentrums des Europäischen Instituts für Innovation und Technologie (EIT) in Berlin.